# Posiołok sowchoza «Marfino»
Posiołok sowchoza «Marfino» (ros. Посёлок совхоза «Марфино») – osiedle w Rosji, w obwodzie moskiewskim, w rejonie mytiszczińskim. W 2021 liczyło 578 mieszkańców.